# Velankulam
Velankulam är en administrativ by i Sri Lanka.   Den ligger i provinsen Nordprovinsen, i den norra delen av landet, 210 km norr om huvudstaden Colombo.